# سیارک ۶۴۸۷
سیارک ۶۴۸۷ (به انگلیسی: 6487 Tonyspear، نامگذاری:1991GA1) شش هزار و چهارصد و هشتاد و هفتمین سیارک کشف شده‌است که در ۸ آوریل ۱۹۹۱ کشف شد.
قدر مطلق سیارک برابر ۱۳٫۴۰ است.